# 1890年12月12日日食
1890年12月12日日食为一次在协调世界时1890年12月12日出現的全環食。該次日食食分為1.0059，食甚維持0分28秒。

## 概述
這次日食的食分是1.0059，全環食維持0分28秒。

## 基本參數
- 類型：全環食
- 食甚資料：
  - 日期：1890年12月12日
  - 時間：3時5分28秒
  - 地點：53S 124E
  - 食分：1.0059
  - 日全環食持續時間：0分28秒

## 外部連結
- NASA日食專頁（页面存档备份，存于）（英文）